# 斯塔爾湖
斯塔爾湖（英語：Starr Lake），是南極洲的湖泊，位於羅斯島，處於哈特角半島地區，以美國海軍的鋼鐵工人命名，該湖泊現時由南極條約體系管理。